# Auguste Angellier
Auguste Angellier (Dunkerque, 1º luglio 1848 – Boulogne-sur-Mer, 28 febbraio 1911) è stato un poeta francese.
Insegnante, fu il primo professore di lingua e letteratura inglese della Facoltà di Lettere di Lilla, prima di diventarne il preside dal 1897 al 1900. Critico e storico della letteratura, fece scalpore alla Sorbona attaccando le teorie di Taine nella sua tesi su Robert Burns nel 1893.

## Biografia
Nato da un padre artigiano e da una madre segretaria, Auguste Angellier andò a scuola a Boulogne-sur-Mer dopo la morte prematura del padre. Il suo attaccamento a questa città non venne mai meno.
Da giovane preparò il concorso per entrare all'École normale supérieure presso il Liceo Louis-le-Grand di Parigi nel 1866. Tra la prova scritta e quella orale del concorso, venne espulso dal liceo dal censore che lo considerò, secondo alcuni a torto, come a capo di un movimento di rivolta nei confronti della cattiva qualità dei pasti della mensa. Questo episodio catastrofico della sua vita scolastica lo spinse a partire, per via della mancanza di mezzi finanziari, per l'Inghilterra, dove gli venne offerto un posto d'insegnante in un piccolo collegio.
Arruolatosi volontariamente nella guerra del 1870, si ritrovò a Lione poi a Bordeaux. Una grave infezione respiratoria lo costrinse a rientrare a Parigi, durante la Comune; finita la guerra, venne nominato nel 1871 ripetitore al Liceo Louis-Descartes, essendo stato infine riabilitato nella Pubblica Istruzione. Ottenne la sua licence poco dopo.
Ottenuto il «certificato d'attitudine all'insegnamento dell'inglese» due anni più tardi, esercitò la professione in qualità di Maître-répétiteur per tre anni, periodo necessario all'epoca prima di potersi iscrivere all'agrégation. Superò questo concorso a 28 anni, e insegnò subito al Liceo Charlemagne, fino alla sua partenza in Inghilterra nel 1878.
Angellier coltivò numerose amicizie letterarie, sviluppando la sua sensibilità di poeta (va notato che la notorietà gli venne più dal lavoro universitario che dall'opera poetica). Fino a questo periodo esitò tra giornalismo e insegnamento, ma il congedo che gli venne accordato gli permise d'interessarsi, attraverso lo studio del funzionamento delle università inglesi, al progetto di riforma degli studi delle lingue vive in Francia. Fu con piacere che si allontanò per un istante dal peso amministrativo che lo oppresse tanto nella sua funzione di insegnante.
Nel 1881, un posto di Maître de conférences a Douai gli aprì una brillante carriera di professore d'inglese (la facoltà di Lettere di Douai sarebbe stata trasferita a Lilla nel 1887). Dodici anni più tardi sostenne due tesi, ciascuna dedicata a un poeta: la «maggiore» allo scozzese Robert Burns, e la tesi complementare a John Keats, tesi redatta in latino. Il titolo di quest'ultima: «De Johannis Keatsii, vita et Carminibus»; l'autore: Augustus Angellier, literarum doctor in Universitate Insulensi Professor. Anche le citazioni delle poesie di Keats sono in latino (e l'università in questione è quella di Lille: «Universitate Insulensi»).
Da allora, Angellier assunse il titolo di Professore. Inoltre, assicurò la funzione di presidente della giuria di agrégation d'inglese dal 1890 al 1904; a partire dal febbraio 1897 assunse l'incarico di preside, e le pesanti responsabilità amministrative a esso connesse. Nel 1902 fu distaccato (su un posto di Maître de conférences) all'École Normale Supérieure, poi ritornò a Lilla nel 1904.
Auguste Angellier morì all'età di 63 anni.

## Opere
Nel 1896, Angellier poeta pubblicò À l'amie perdue (evocazione di un dramma sentimentale personale, in 178 sonetti) e, nel 1903, Le chemin des saisons. Seguirono altre opere: Dans la lumière antique, due libri di Dialogues e due di Épisodes.

## Angellier oggi
A Lille, in una piazzetta vicina alla vecchia Facoltà di Lettere e al tempio protestante, si trova una statua in bronzo che rappresenta Angellier seduto, in una posa piuttosto romantica, con la testa provvista di un cappello dalle larghe falde e le spalle coperte da una palandrana, un bastone da passeggio tra le gambe. Questo monumento è stato concepito dall'architetto Louis-Marie Cordonnier e scolpito da Eugène Déplechin.
Il dipartimento di inglese dell'Università di Lilla III porta il nome dell'ex-preside: è l'UFR Angellier, la cui biblioteca è la "Biblioteca Angellier". Un pannello di legno antico in cima all'ingresso della suddetta biblioteca porta la seguente iscrizione commemorativa: «Bibliotheca Angellaria / a.d. MCMXI condita / MCMLIII renovata / lVD IACOB DECANO».